# Francesc Grau
Francesc Grau Manresa (Barcelona) 1638 - 1693 . Escultor español.

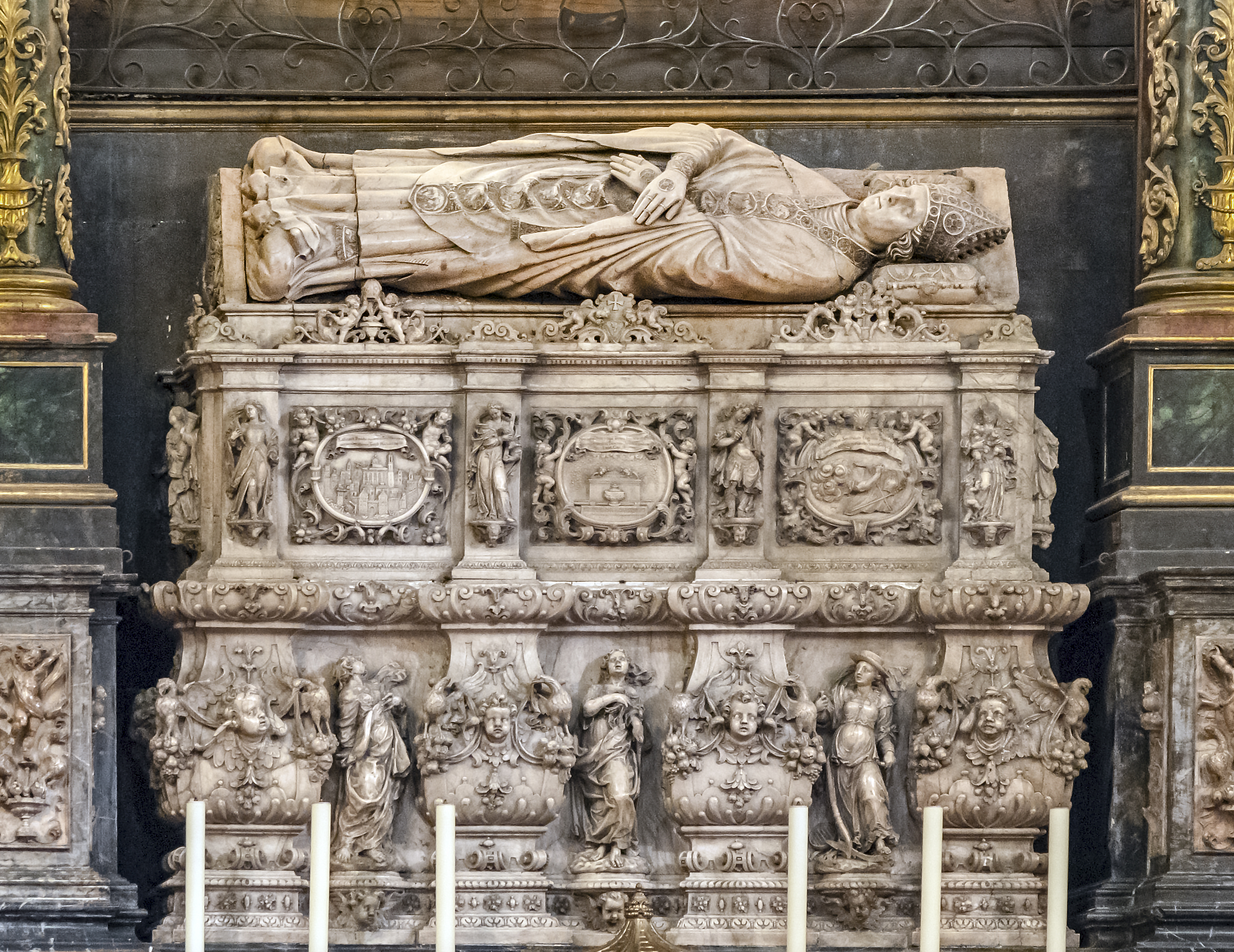
Sepulcro de Sant Olegqario realizado por Francesc Grau y Domènec Rovira el Joven.

Hijo del también escultor Joan Grau, se forma colabora junto a su padre, en el basamento del retablo de Esparraguera, la Cueva Santa de Manresa, el retablo del Santísimo Sacramento en la catedral de Manresa, etc.
Con Domènec Rovira el Joven interviene en el retablo de la iglesia parroquial de Alcover, así como en el retablo de la Purísima Concepción de la catedral de Tarragona, con trazas efectuadas por Fray José de la Concepción. Ambos realizan en 1678 el sepulcro del obispo San Olegario de la catedral de Barcelona, donde la figura yacente del obispo es del siglo XV y obra del escultor Pere Sanglada.
Su obra maestra son los dos sepulcros, de la capilla de la Purísima en la catedral de Tarragona, de Diego y Godofredo Girón de Rebolledo. Muestran la urna con dos alegorías femeninas a sus lados, en su parte alta se encuentra, rodeado de ángeles, el escudo de la familia.